# Erlon
Erlon – miejscowość i gmina we Francji, w regionie Hauts-de-France, w departamencie Aisne.
Według danych na styczeń 2014 roku gminę zamieszkiwało 299 osób, a gęstość zaludnienia wynosiła 33,3 osób/km².